# Кубок Литви з футболу 1991—1992
Кубок Литви з футболу 1991—1992 — 3-й розіграш кубкового футбольного турніру в Литві. Титул вперше здобув Літовус Маккабі.

## Календар
| Раунд        | Дата               | Матчі | Клуби   |
| ------------ | ------------------ | ----- | ------- |
| Перший раунд | серпень 1991       | 14    | 30 → 16 |
| 1/8 фіналу   | 11-24 вересня 1991 | 16    | 16 → 8  |
| 1/4 фіналу   | 21-29 березня 1992 | 8     | 8 → 4   |
| 1/2 фіналу   | 6-13 травня 1992   | 4     | 4 → 2   |
| Фінал        | 24 червня 1992     | 1     | 2 → 1   |

## Перший раунд
| Команда 1                   | Рахунок      | Команда 2                |
| --------------------------- | ------------ | ------------------------ |
| серпень 1991                |              |                          |
| Маккабі-2 (Вільнюс) (2)     | 2:3          | Інкарас                  |
| Роботас (Плунге) (2)        | 1:1 пен. 7:8 | Гранітас (Клайпеда)      |
| Університетас (Вільнюс) (4) | -:+          | Банга-Гранітас (Каунас)  |
| Сіріюс (Клайпеда)           | +:-          | Політехніка (Каунас) (2) |
| Сакалас (Шяуляй)            | +:-          | Витіс (Каунас) (2)       |
| Таурас (Шяуляй)             | +:-          | Швієса (Вільнюс) (2)     |
| Мастіс (Тельшяй) (2)        | +:-          | Оріонас (Клайпеда) (4)   |
| Інтерас (Снєчкус) (2)       | +:-          | Свалія (Пасваліс) (4)    |
| Панеріс                     | 5:1          | Банга (Гаргждай) (2)     |
| Віенибе (Укмерге)           | 0:1          | Снайге (Алітус)          |
| Мінія (Кретинга) (2)        | 0:4          | Екранас                  |
| Судува (2)                  | 0:3          | Йоварас (Мажейкяй)       |
| Невежис (Кедайняй) (2)      | 0:3          | Електронас (Таураге)     |
| Жальгіріс-2 (Вільнюс) (2)   | 6:0          | Свейката (Кібартай) (2)  |

## 1/8 фіналу
| Команда 1                 | Заг.         | Команда 2               | 1-й матч | 2-й матч |
| ------------------------- | ------------ | ----------------------- | -------- | -------- |
| 11-24 вересня 1991        |              |                         |          |          |
| Панеріс                   | 2:2 пен. 0:3 | Йоварас (Мажейкяй)      | 1:1      | 1:1      |
| Жальгіріс-2 (Вільнюс) (2) | 4:2          | Електронас (Таураге)    | 3:1      | 1:1      |
| Інтерас (Снєчкус) (2)     | 0:6          | Жальгіріс (Вільнюс)     | 0:1      | 0:5      |
| Снайге (Алітус)           | 0:4          | Таурас (Шяуляй)         | 0:1      | 0:3      |
| Сакалас (Шяуляй)          | 4:5          | Гранітас (Клайпеда)     | 2:2      | 2:3      |
| Екранас                   | 2:1          | Сіріюс (Клайпеда)       | 0:0      | 2:1      |
| Мастіс (Тельшяй) (2)      | 1:7          | Літовус Маккабі         | 0:1      | 1:6      |
| Інкарас                   | 2:8          | Банга-Гранітас (Каунас) | 1:4      | 1:4      |

## 1/4 фіналу
| Команда 1               | Заг.    | Команда 2                 | 1-й матч | 2-й матч |
| ----------------------- | ------- | ------------------------- | -------- | -------- |
| 21-29 березня 1992      |         |                           |          |          |
| Йоварас (Мажейкяй)      | 1:4     | Літовус Маккабі           | 0:2      | 1:2      |
| Екранас                 | 1:1 (ч) | Гранітас (Клайпеда)       | 0:0      | 1:1      |
| Банга-Гранітас (Каунас) | 3:1     | Жальгіріс-2 (Вільнюс) (2) | 2:0      | 1:1      |
| Таурас (Шяуляй)         | 0:8     | Жальгіріс (Вільнюс)       | 0:2      | 0:6      |

## 1/2 фіналу
| Команда 1        | Заг. | Команда 2           | 1-й матч | 2-й матч |
| ---------------- | ---- | ------------------- | -------- | -------- |
| 6-13 травня 1992 |      |                     |          |          |
| Літовус Маккабі  | 2:0  | Банга (Каунас)      | 1:0      | 1:0      |
| Екранас          | 1:2  | Жальгіріс (Вільнюс) | 1:2      | 0:0      |

## Фінал
| 24 червня 1992 |

| Літовус Маккабі     | 1:0      | Жальгіріс (Вільнюс) |
| ------------------- | -------- | ------------------- |
| Белоусас 84' (пен.) | Протокол |                     |

| Стадіон «Вінгіо Парко», Вільнюс Глядачів: 800 Арбітр: Алгірдас Дубінскас |